# Burg Nusplingen
Burg Nusplingen werden zwei abgegangene Burgen in der Gemeinde Nusplingen im Zollernalbkreis in Baden-Württemberg genannt.

## Friedhofskirche
Bei der Alte Friedhofskirche Sankt Peter und Paul in der früheren Stadt Nusplingen.
Die Gründung des Gotteshauses geht auf das Jahr 650 zurück. Sie diente dem ortsansässigen Adel als Eigenkirche, zugleich  Mutterkirche der Region.
Erbaut wurde die Burg wohl von den um 1100 bis 1130 als Edelfreie genannten Herren von Nusplingen, die im 15. Jahrhundert abgewandert und nach 1450 ausgestorben waren.

## Burg Tannenfels
Im Nusplinger Wirtshaus befindet sich ein Wandgemälde der Burg von Konrad Albert Koch. Der Name der Burg wird von der Narrenzunft Nusplingen verwendet.
Über die Tannenfels- und Scheibenbühlstraße kann  mit dem Auto ein Parkplatz (48° 7′ 4,83″ N, 8° 52′ 58,91″ O) angefahren werden. Vom Parkplatz Leisental aus führt ein Rundwanderweg zum Tannenfels und zu Plattenkalksteinbrüchen.

## Sagen
Auf dem Tannenfelsen bei Nusplingen soll früher ein Schloss gestanden haben, worin ein edles Burgfräulein lebte. Konrad Albert Koch erstellte eine Rekonstruktionszeichnung. Einstmals kam eine Zigeunerin mit ihrem Säugling und bat um Nachtherberge. Umsonst. Bat wieder und wieder vergebens. Da verwünschte die Zigeunerin das Fräulein so lange, bis aus einem der dort wachsenden Felsenbäume eine Wiege gezimmert und darin ein Säugling gewiegt werde.